# I Warned Myself (canción de Charlie Puth)
«I Warned Myself» es una canción del cantante estadounidense Charlie Puth.
La canción fue publicada como sencillo por la discográfica Artist Partner Group y Atlantic Records el 21 de agosto de 2019. 
Ha sido coescrita y producida por Puth con su amigo y también productor Benny Blanco.

## Antecedentes
El 1 de octubre de 2018, Puth anunció que se encontraba trabajando en un álbum nuevo.
La primera vez que habló del título de la canción fue el 10 de agosto de 2019 en su cuenta de Instagram, publicando una fotografía suya con el subtítulo con el caption "I Warned Myself this would Happen". Una semana más tarde, anunció oficialmente la fecha de publicación y la carátula.
La canción es la primera de una trilogía de sencillos que posteriormente anunció que no forman parte de su nuevo álbum.
Puth reveló que la canción es sobre "un ciclo vicioso de volver a alguien continuamente, sabiendo que en el fondo no es muy bueno para ti".

## Recepción crítica
Salvatore Maicki en The Fader comentó que en su opinión la canción tiene un "innegable gancho pegadizo" y notó la "producción sencilla, pero imponente".
Escribiendo para New York, Hunter Harris señala el contenido de la letra por ser "sobre el amor y la pérdida, secretos y mentiras — básicamente una ruptura sentimental" y se pregunta sobre quién podría tratar la canción, teniendo posibilidades desde Selena Gomez hasta Bella Thorne.
Derrick Rossignol en Uproxx alabó la canción por ser "una bienvenida aportación al paisaje actual del pop, en una era oscura dirigida por Billie Eilish".

## Videoclip musical
Videoclip Oficial en Youtube
El videoclip fue publicado junto con la canción el 21 de agosto de 2019, y estuvo dirigido por Brendan Vaughn. En el vídeo se puede ver a Puth rodeado de fuego, siendo perseguido por un love interest y también incluye escenas en las que el cantante conduce un Jaguar rojo F-tipo coupe.
Kirsten Spruch de Billboard señaló que en el vídeo "Puth sirve abundancia de miradas sombrías", mientras Sofiana Ramli de NME describió los efectos especiales y los fondos como "hipnotizantes".

## Posiciones en listas
| Listas (2019)                     | Posición más alta |
| --------------------------------- | ----------------- |
| Canadá (Canadian Hot 100)         | 91                |
| Lituania (AGATA)                  | 34                |
| México Ingles Airplay (Billboard) | 17                |
| Nueva Zelanda Hot Singles (RMNZ)  | 18                |
| Singapur (RIAS)                   | 26                |
| Estados Unidos (Digital Songs)    | 49                |